# Abbrennstumpfschweißverfahren

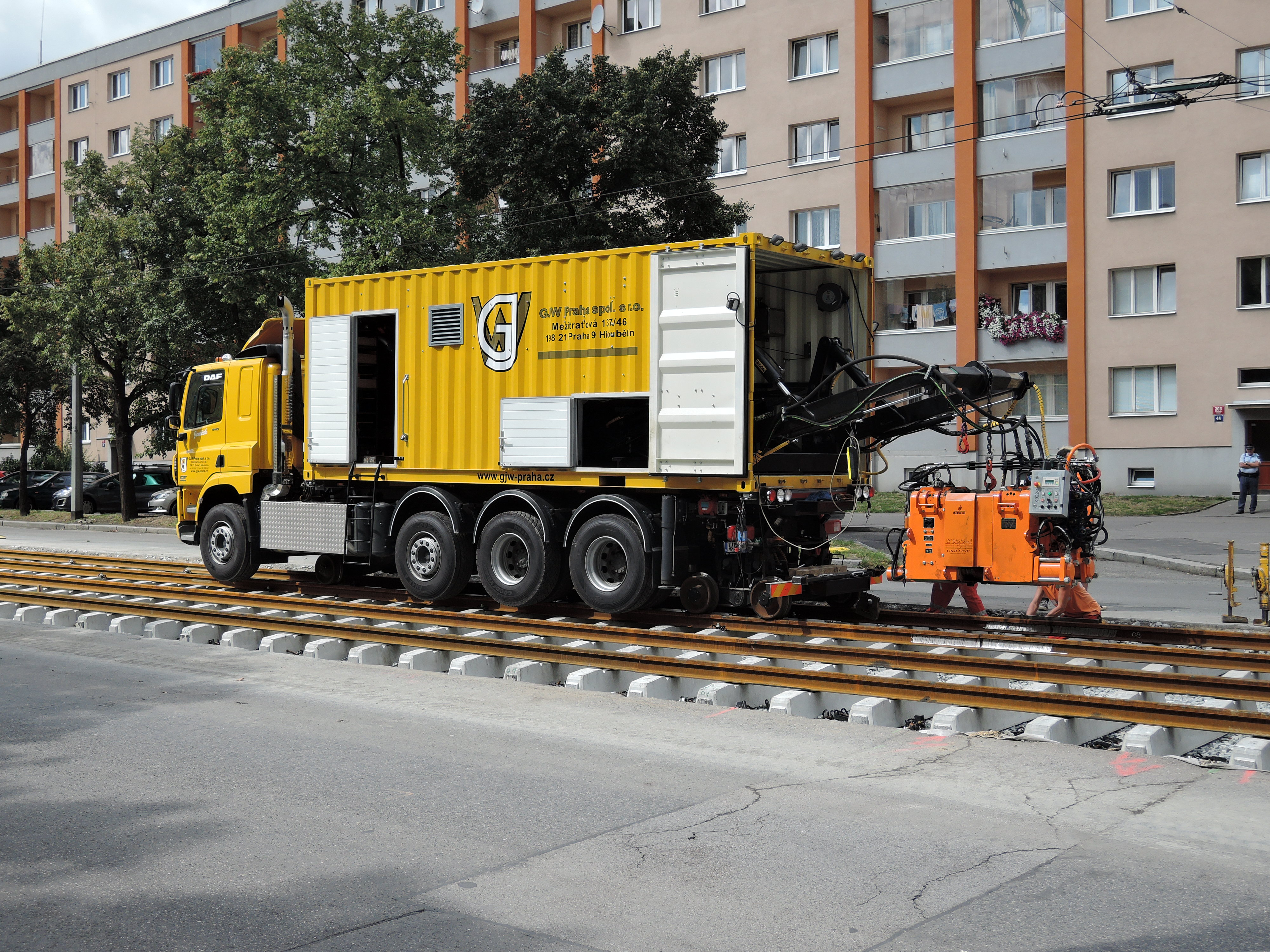
Abbrennstumpfschweißmaschine auf einem Zweiwegefahrzeug

Beim Abbrennstumpfschweißverfahren handelt es sich um ein Pressschweißverfahren, das mit dem Pressstumpfschweißen verwandt ist. Die benötigte Schweißwärme wird durch elektrischen Strom erzeugt und unter Nutzung des elektrischen Widerstandes in der Schweißzone infolge des Stromdurchganges in Form eines Lichtbogens erzeugt.
Beim Verbindungsschweißen von Eisenbahnschienen werden zum Erzeugen von typisch 40–100 kA Stromstärke bei 6–15 V Spannung entsprechend große Apparate benötigt. Dieses Verfahren (Kürzel: RA) wird regelmäßig im Schienenschweißwerk, neuerdings aber auch im Gleis angewendet. Es verkürzt die Schiene durch Materialverbrauch etwas.
Das Verbindungsschweißen von Schienenstößen bewirkt eine Reduzierung des Rad-Schiene-Geräuschs. Durch das stoßlose Aneinanderschweißen der Schienen ist eine Reduzierung des Schienenverkehrslärms um 6 dB(A) möglich.
Das Abbrennstumpfschweißen wurde auch bei der 2006–2008 gebauten australischen Fortescue-Bahn angewandt; es ist die Strecke mit der weltweit höchsten Belastbarkeit (Stand 2014).